# Richard Daniel von Münchow
Richard Daniel von Münchow (* 1703; † 18. Juni 1757 bei Kolin) war ein königlich-preußischer Obrist, Kommandeur des Infanterie-Regiments Nr. 21 (Hülsen) und zuvor des Garnisons-Grenadierbataillons Magdeburg.

## Leben
1724 trat er in preußische Dienste und ging die Offizierslaufbahn. Im Januar 1744 wurde er Major im Regiment Bredow. Im Januar 1754 wurde er Oberstleutnant und 1756 Oberst. 1745 kommandierte er in der Schlacht bei Kesselsdorf ein Grenadierbataillon, das aus den Infanterie-Regimentern Nr. 21 und Nr. 44 bestand.
Er wurde in den Schlachten von Lobositz und  Kolin verwundet. An der Verletzungen, die er in letzterer Schlacht erhalten hatte, starb er am 18. Juni 1757. Er war Träger des Pour le Mérite für seine Tapferkeit in der Schlacht bei Lobositz.

## Familie
Er war mit einer von Rössing verheiratet. Sie starb im Januar 1773 in Halberstadt.